# Özge Kavurmacıoğlu
Pour les articles homonymes, voir Özge.
Özge Kavurmacıoğlu, née le 7 mars 1993 à Izmit, est une joueuse turque de basket-ball.

## Carrière
Joueuse du Fenerbahçe SK de 2011 à 2013 avec un intermède en 2012 à Beşiktaş, Özge Kavurmacıoğlu évolue ensuite de 2013 à 2014 au Homend Antakya Belediyesi, puis de 2014 à 2015 au Edirne Belediyesi Edirnespor. Elle joue de 2015 à 2016 à Orduspor, de 2016 à 2017 au Botaş Spor Kulübü et depuis 2017 à Galatasaray SK.
Elle remporte avec la sélection nationale des moins de 20 ans la médaille de bronze du Championnat d'Europe de basket-ball féminin des 20 ans et moins 2012 et du Championnat d'Europe de basket-ball féminin des 20 ans et moins 2013.